# Hermann Ulrici
Hermann Ulrici, född den 23 mars 1806 i Pförten, Nieder-Lausitz, död den 11 januari 1884 i Halle, var en tysk filosof och estetiker.
Ulrici, som var professor i filosofi vid universitetet i Halle (sedan 1834), uppträdde redan 1841 i Über Prinzip und Methode der Hegelschen Philosophie med sträng kritik mot Hegel. I en mångfald skrifter, Das Grundprinzip der Philosophie (2 band, 1845-46), Glauben und Wissen (1858), Gott und die Natur (1862; 3:e upplagan 1875), Gott und der Mensch (2 band, 1866-73) med flera, sökte han bygga upp en idealistisk världsåskådning på naturvetenskapliga grundvalar. 
Alltifrån 1847 till sin död redigerade han (från 1852 tillsammans med Johann Ulrich Wirth) den av Immanuel Hermann Fichte  grundlagda "Zeitschrift für Philosophie und philosophische Kritik". På det estetiska området utgav han Geschichte der hellenischen Dichtkunst (2 band, 1835), två arbeten om Shakespeare (1839 och 1862, nya upplagor 1868 och 1876) och Abhandlungen zur Kunstgeschichte als angewandte Æsthetik (1876).